# 1896 في المملكة المتحدة
فيما يلي قوائم الأحداث التي وقعت خلال عام 1896 في المملكة المتحدة.

## سياسة

### انتهاء فترة المنصب
- 6 أكتوبر – أرشيبالد بريمروز زعيم معارضة.

## رياضة
- 1 يناير – بطولة ويمبلدون 1896

## كتب
من الكتب التي صدرت هذه السنة في المملكة المتحدة:
- 1 يناير – جزيرة الدكتور مورو من تأليف هربرت جورج ويلز.

## مواليد

### يناير
- 1 يناير – إرمينترودي هارفي لاعبة كرة مضرب بريطانية.
- 1 يناير – غراهام ووكر متسابق دراجات نارية من المملكة المتحدة.
- 6 يناير – تشارلز جاردنر عالم نبات أسترالي.

### فبراير
- 10 فبراير – أليستر هاردي
- 14 فبراير – إدوارد آرثر ميلن

### أبريل
- 20 أبريل – شينا مارشال
- 23 أبريل – مارغريت كينيدي

### مايو
- 7 مايو – كاثلين مكين جودفري

### يونيو
- 3 يونيو – فريدريك ووكر
- 4 يونيو – مارغريت بيرت ممثلة أمريكية.
- 6 يونيو – هنري ألينغهام

### يوليو
- 19 يوليو – آرتشيبالد جوزيف كرونين

### سبتمبر
- 1 سبتمبر – توم وايت لاعب كرة قدم من المملكة المتحدة.
- 23 سبتمبر – أوين وليامز لاعب كرة قدم إنجليزي.

### نوفمبر
- 16 نوفمبر – أوزوالد موزلي سياسي من المملكة المتحدة.

### غير معروف
- هيلدا لويس، روائية بريطانية توفيت عام 1974.

## وفيات

### يناير
- 1 يناير – دايفيد هيل (مواليد 1840)
- 25 يناير – فريدريك لايتن (مواليد 1830)

### مارس
- 22 مارس – إيزابيل بورتون (مواليد 1831) مترجمة بريطانية.

### أبريل
- 10 أبريل – جون إدوارد جونز (مواليد 1840) سياسي أمريكي.

### مايو
- 5 مايو – وليام تشاندليس (مواليد 1829)

### يونيو
- 10 يونيو – ايميليا داير (مواليد 1837)

### أغسطس
- 1 أغسطس – وليام روبرت جروف (مواليد 1811)
- 13 أغسطس – جون إيفرت ميليه (مواليد 1829)

### أكتوبر
- 3 أكتوبر – ويليام موريس (مواليد 1834) كاتب إنجليزي.
- 6 أكتوبر – جيمس أبوت (مواليد 1807)
- 7 أكتوبر – جون لانغدون داون (مواليد 1828)

### ديسمبر
- 13 ديسمبر – آرثر ماك آرثر (مواليد 1815)